# 린쯔먀오

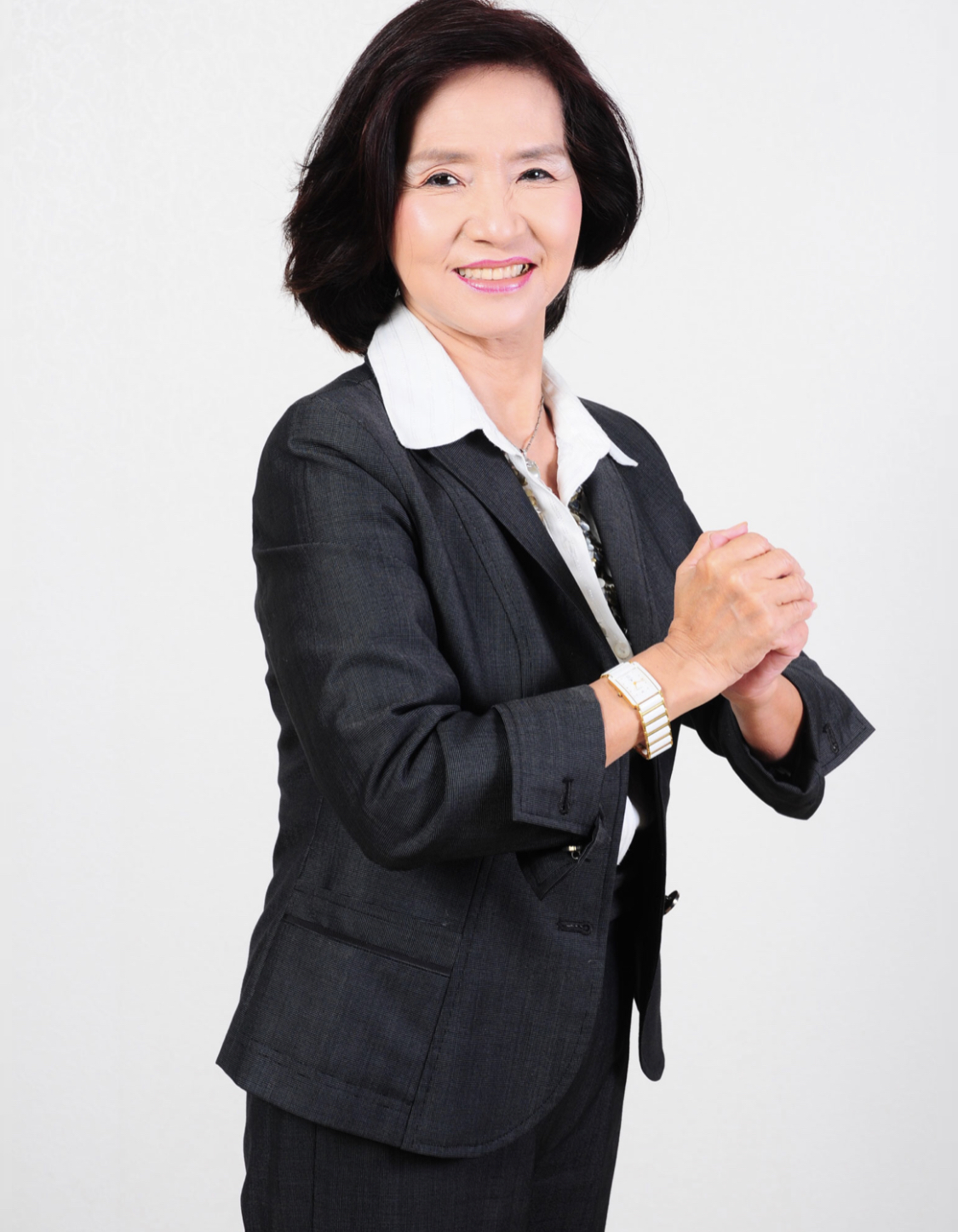
임자묘

임자묘(중국어: 林姿妙, 1952년 1월 28일 ~ )는 대만의 정치인으로 2018년 12월 25일 이래 이란현장이다.

## 정치 경력
2018년까지 자신의 고향인 뤄둥진장을 지냈다.

### 2018년 이란현장 선거
2018년 초 이란현장 출마를 선언했으며, 경쟁자인 진구백보다 더 많은 지지를 얻었다.
그리고 2018년 11월 24일 진구백을 꺾고 당선되었다.